# Anabantha
Anabantha – zespół pochodzący z Meksyku grający metal gotycki, założony w 1995 roku.
Zespół swój pierwszy album wydał w 2005 pod nazwą Without Saying Goodbye, a w 2006 podpisał kontrakt z meksykańską wytwórnią Discos y Cintas Denver.

## Historia
W 1997 roku zespół rozpoczął oficjalną działalność, występując pod nazwą Sentido Pésame. Wokalistą była i jest Duan Marie, na klawiszach grał Vlad Landeros. W 1998 roku zespół zmienił nazwę na Transdellic (trans = poza, dellos = widoczny) i dołączył do niego Jimmy Gallozo na perkusji. Po nagraniu kilku dem zespół zatrudnił Vlada Landerosa jako nowego perkusistę i nagrał Letanías Chapter I. W 2003 nagrany został kawałek Without Saying Goodbye. W 2004 roku grupa muzyczna nagrała demo płyty akustycznie Letanías Chapter II, wzorowane na twórczości poetów Pabla Nerudy i Lovecrafta.
Pierwszą promocyjną płytą, nagraną w 2005 roku, była Without Saying Goodbye (IDM Records). Na początku zawierała 9 utworów, później została wydana na dwóch krążkach w dwóch wersjach językowych: angielskiej i hiszpańskiej. Album zawierał cover piosenki Never Marry a Railroad Man zespołu z lat. 70. Shocking Blue's.
W 2006 roku zespół podpisał kontrakt z Discos y Cintas Denver. Wtedy nagrał Letanías Chapter I, które zawierało dwa utwory niepublikowane, a następnie reedytował z dwoma bonusowymi utworami live Letanías Forbidden Chapter.
W 2007 roku członkowie zespołu na 10. rocznicę udali się do Ameryki Łacińskiej, odwiedzili takie kraje jak: Wenezuela, Peru, Ekwador i Kolumbia. Wydali również Letanías Chapter III oraz CD Cry for freedom, które obejmuje muzykę z „The Phantom of the Opera” (pol. Upiór w operze).